# Amselina
Amselina é um gênero de traça pertencente à família Agonoxenidae.